# Stazione di Settimo San Pietro
La stazione di Settimo San Pietro, già stazione di Settimo, è una stazione ferroviaria e tranviaria al servizio del comune di Settimo San Pietro, posta lungo la ferrovia Cagliari-Isili, nel tratto ad uso promiscuo con la linea 2 della rete tranviaria di Cagliari.

## Storia
La stazione di Settimo San Pietro venne inaugurata il 15 febbraio 1888, all'atto dell'apertura al traffico della linea Cagliari-Isili, prima linea della rete della Sardegna meridionale a scartamento ridotto della Società italiana per le Strade Ferrate Secondarie della Sardegna, in seguito estesa verso Arbatax e Sorgono. Le SFSS furono anche la prima concessionaria della linea, ed ebbero l'onere di gestione della stazione, che originariamente portava il nome "Settimo", denominazione che manterrà sino a fine secolo e nei primi anni del Novecento.

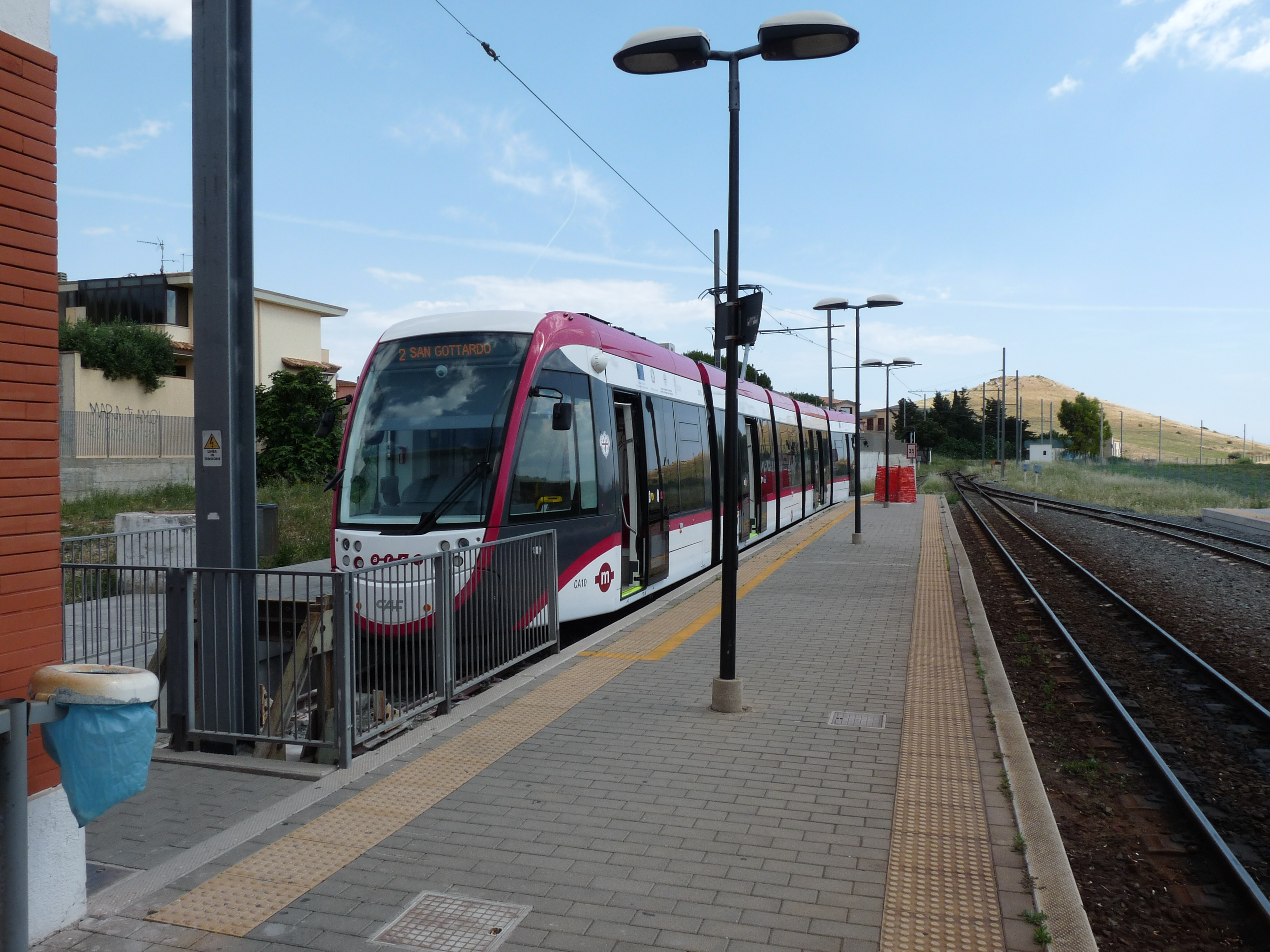
Tram CAF in sosta nel terminal tranviario della stazione, in uso ufficialmente dal 2015

L'impianto, posizionato nella parte ovest di Settimo San Pietro, nel 1921 passò alle Ferrovie Complementari della Sardegna, a cui in seguito alla fusione di queste ultime con le Strade Ferrate Sarde, nel 1989 subentrarono le Ferrovie della Sardegna (dal 2008 ARST Gestione FdS). Dal 2010 lo scalo è sotto il controllo diretto dell'ARST; quello stesso anno lo scalo fu inoltre sottoposto ad interventi di adeguamento in contemporanea a lavori di sostituzione dell'armamento della linea. Tali lavori portarono alla dismissione dello scalo merci della stazione (in disuso da alcuni lustri) e alla rimozione del relativo tronchino: i binari furono portati quindi da tre a due, e furono dotati di nuove banchine per l'accesso ai treni. Negli anni successivi la stazione fu interessata a lavori di trasformazione per attrezzare lo scalo al traffico sia ferroviario che tranviario, nell'ambito della trasformazione del tronco ferroviario tra Monserrato Gottardo e l'impianto in linea utilizzabile sia dai treni che dai convogli della rete tranviaria di Cagliari. La stazione è stata così dotata di un nuovo binario tronco, atto a divenire il capolinea tranviario, dotato di linea aerea per l'alimentazione dei tram. Il 3 aprile 2015 l'inaugurazione della linea 2 di Metrocagliari ha così riguardato anche l'infrastruttura tranviaria della stazione.

## Strutture e impianti

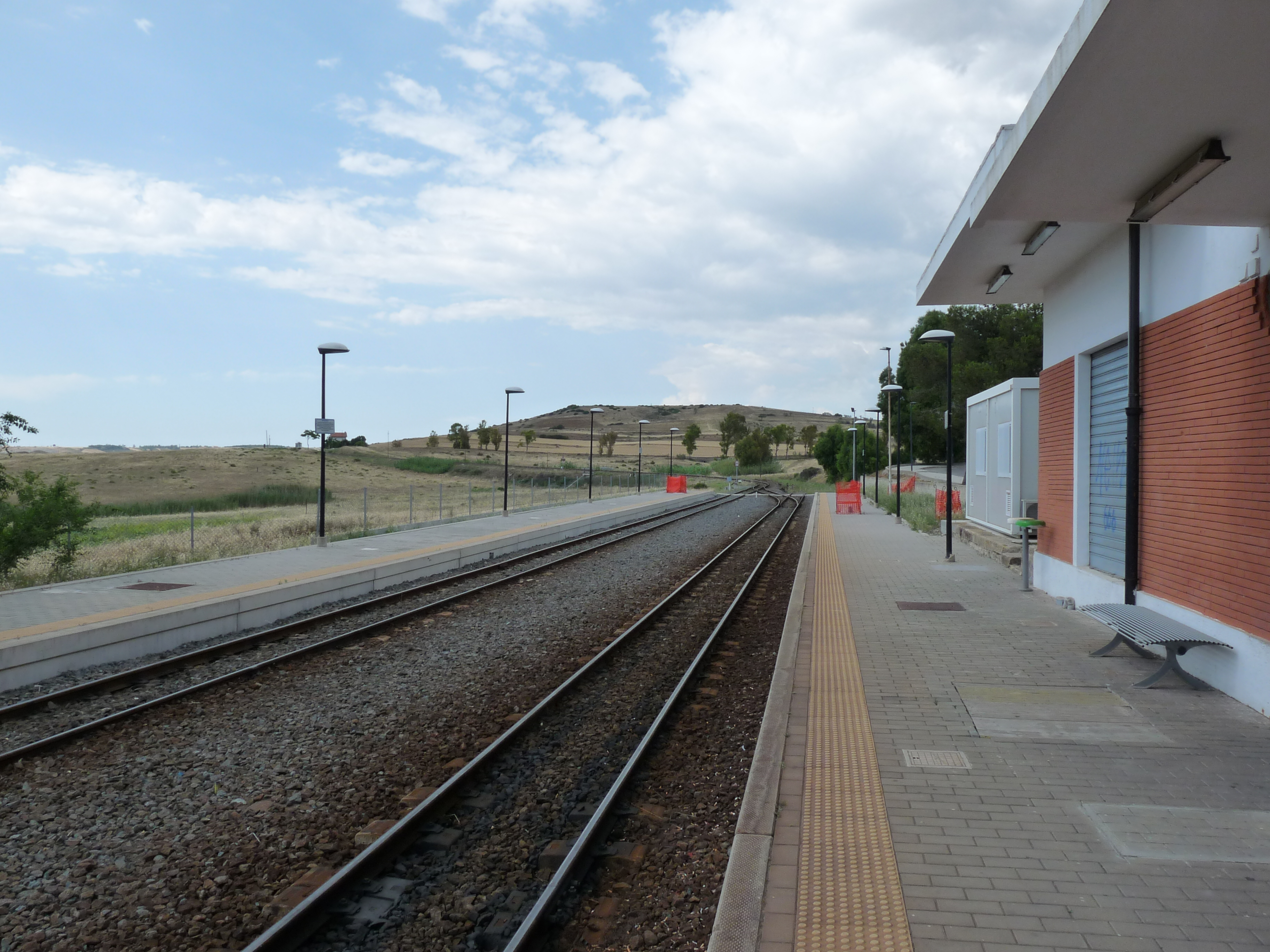
I due binari in uso per il traffico ferroviario.

Costruito come stazione passante lungo la ferrovia Cagliari-Isili, lo scalo presenta dai primi anni dieci una configurazione del piano del ferro con due binari a scartamento da 950 mm, utilizzati per il servizio ferroviario. Il binario due è dotato di un prolungamento tronco in direzione Monserrato, inoltre dal binario uno si diramava sino a fine anni duemila un ulteriore binario, un tronchino che terminava a nord dei fabbricati della stazione dinanzi al magazzino merci dell'impianto.
Sempre dal binario uno si dirama a sud un terzo binario, sempre a scartamento ridotto, ma attrezzato per il servizio legato alla rete tranviaria di Cagliari. Per alimentare i tram che terminano le loro corse in questo tronchino il binario è dotato di una linea aerea di contatto a corrente continua a 750 volt. La stazione è dotata di due banchine poste alle estremità del sedime ferroviario, collegate da una passerella, di cui una in comune col binario tranviario.
Per quanto concerne gli edifici dell'impianto, essi sono situati ad est dei binari: il fabbricato viaggiatori dell'impianto, chiuso al pubblico, richiama i tipici canoni delle costruzioni delle stazioni realizzate dalle SFSS a fine Ottocento, con un edificio a pianta rettangolare e sviluppo su due piani, con tre luci di apertura sui lati maggiori. Adiacente a questo è il magazzino merci, situato sul lato nord. Lo scalo non è presenziato.

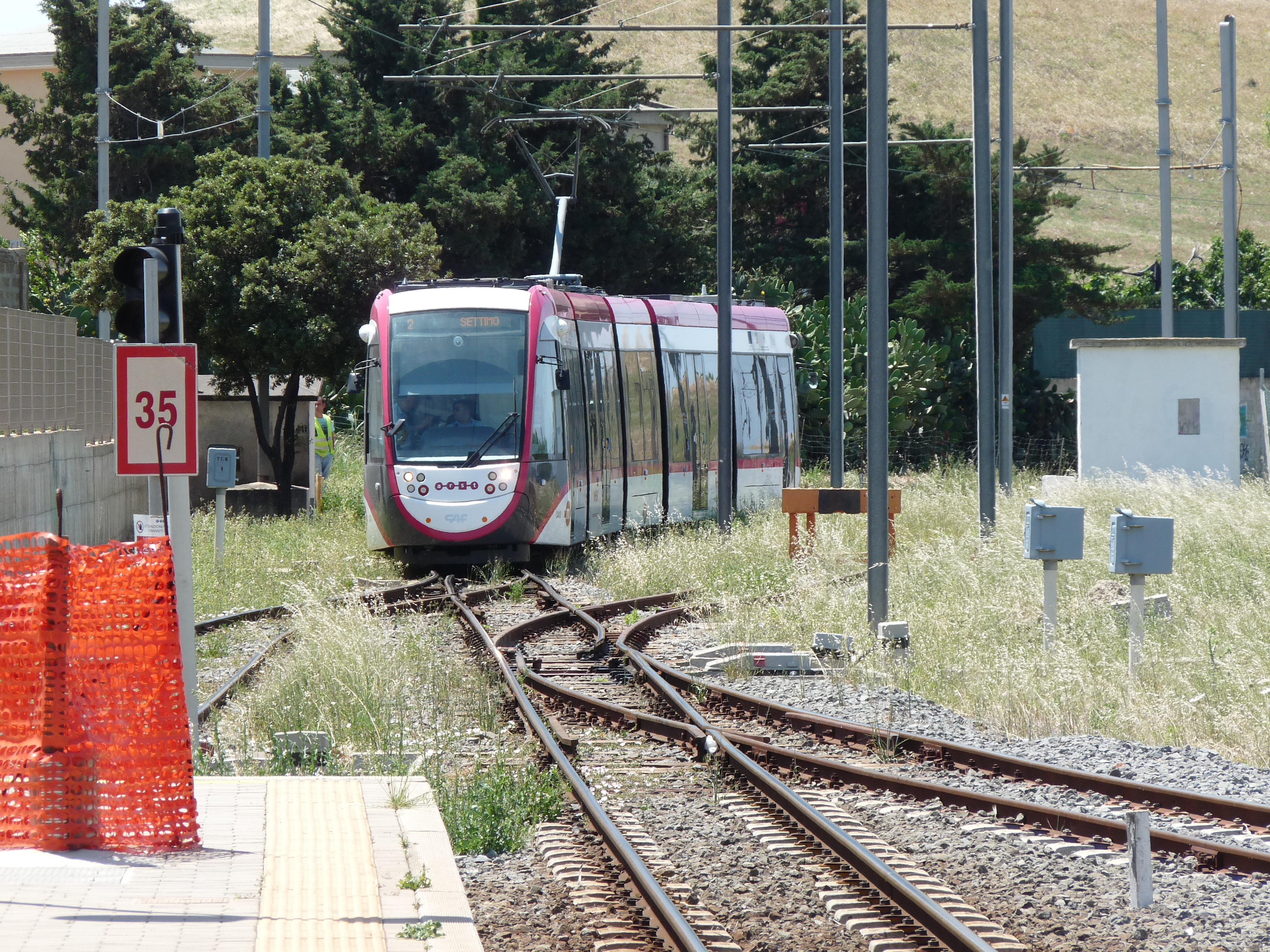
Gli scambi di accesso all'impianto nella parte sud dello scalo, con un tram CAF di Metrocagliari in arrivo da San Gottardo.

## Movimento
Con riferimento all'orario 2014-2015 la stazione è servita dai treni dell'ARST in esercizio lungo la porzione della Cagliari-Isili aperta al traffico ferroviario tra le stazioni di San Gottardo a Monserrato ed Isili.
L'impianto è inoltre servito dai tram in circolazione sulla linea 2 della rete tranviaria di Cagliari, aventi capolinea a San Gottardo.

## Servizi
Nel fabbricato viaggiatori dell'impianto erano ospitati alcuni servizi all'utenza, come una biglietteria a sportello ed una sala d'attesa, non più a disposizione dell'utenza. In stazione è comunque presente una biglietteria automatica.
- Biglietteria automatica

## Interscambi

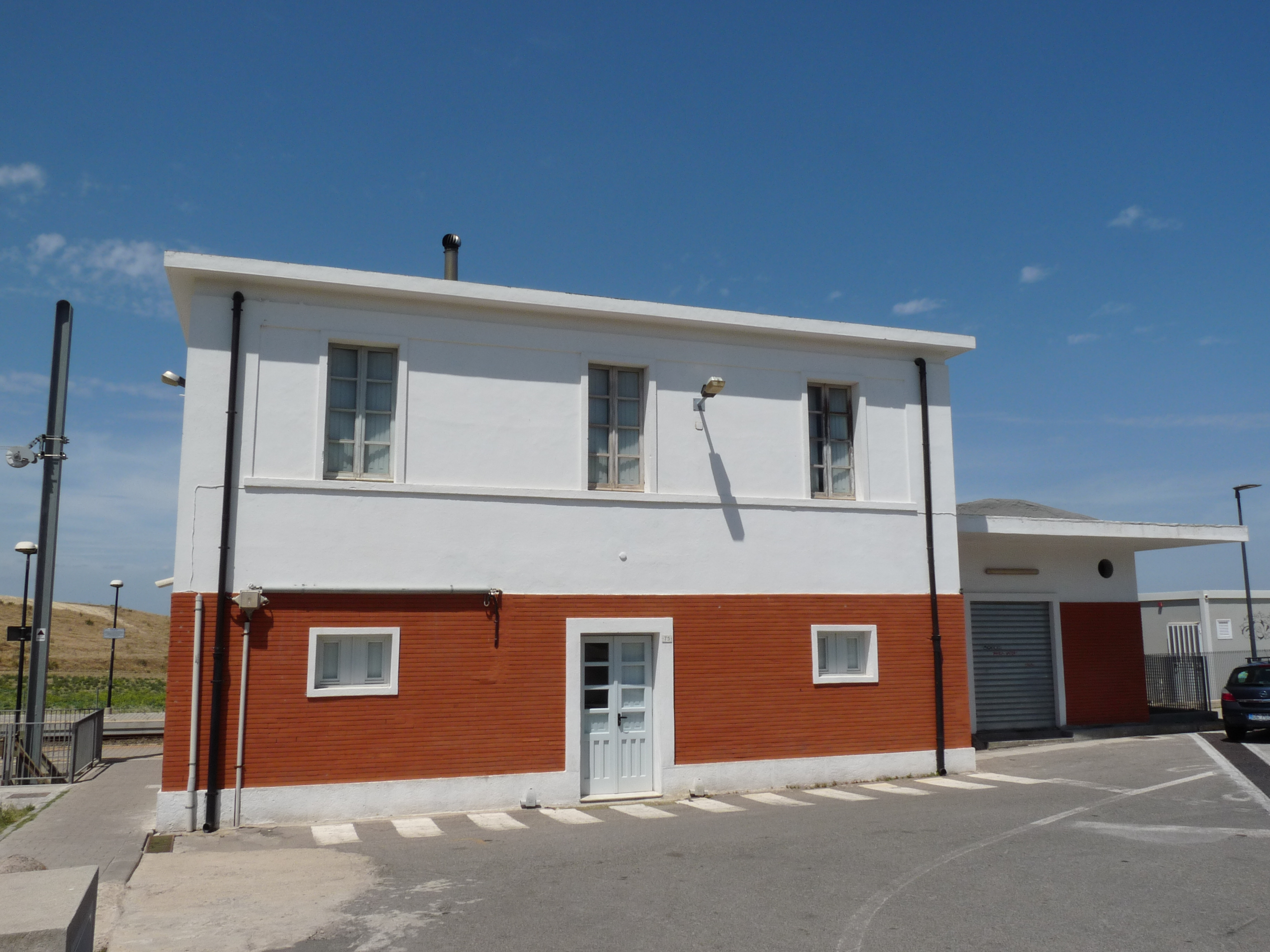
Il fabbricato viaggiatori visto dal piazzale esterno, in cui osservano fermata le autolinee dell'ARST.

Nel piazzale dinanzi alla stazione è posto un piccolo terminal per i servizi di autolinee dell'ARST, che collegano lo scalo con Sinnai e Maracalagonis in un'ottica di interconnessione di questi due comuni col servizio tranviario.
- Fermata autobus